# 백자 상감연화당초문 대접
백자 상감연화당초문 대접(白磁 象嵌蓮花唐草文 大楪)은 상감 기법으로 연꽃무늬, 덩굴무늬를 새겨 넣은 조선 백자 대접이다. 대한민국의 국보 제175호로 지정되어 있다.
밖으로 살짝 벌어진 입 가장자리와 S자형의 곡선을 이룬 몸체를 지닌 단아한 모습의 대접이다.
안쪽 입 가장자리에 간결한 당초문대가 흑상감되었고, 바깥면은 위ㆍ아래로 2줄씩을 돌리고 그 안에 정형화된 연당초문을 가는 흑상감으로 정교하게 나타내었다.
태토는 석고 같은 질감이고 기벽은 얇으며, 유색은 아백색을 띠고 미세한 유빙열이 나있다.
고려백자 계열의 연질 백자로서 정교한 연당초문을 깔끔하게 새긴 조선 초기 상감백자의 대표적인 작품이다. 15세기 중반 경 광주 일대의 가마에서 왕실용의 상감백자대접으로 특별히 제작하여 남긴 작품으로 보인다.

## 참고 자료
- 백자 상감연화당초문 대접 - 국가유산청 국가유산포털
- 본 문서에는 서울특별시에서 지식공유 프로젝트를 통해 퍼블릭 도메인으로 공개한 저작물을 기초로 작성된 내용이 포함되어 있습니다.